# Islanda ai XII Giochi olimpici invernali
L'Islanda partecipò ai XII Giochi olimpici invernali, svoltisi a Innsbruck, Austria, dal 4 al 15 febbraio 1976, con una delegazione di 8 atleti impegnati in due discipline.